# Dolophilodes kunashirensis
Dolophilodes kunashirensis är en nattsländeart som beskrevs av Ivanov in Arefina, Ivanov och Levanidova 1996. Dolophilodes kunashirensis ingår i släktet Dolophilodes och familjen stengömmenattsländor. Inga underarter finns listade i Catalogue of Life.